# Jägerhof (Weißenfels)

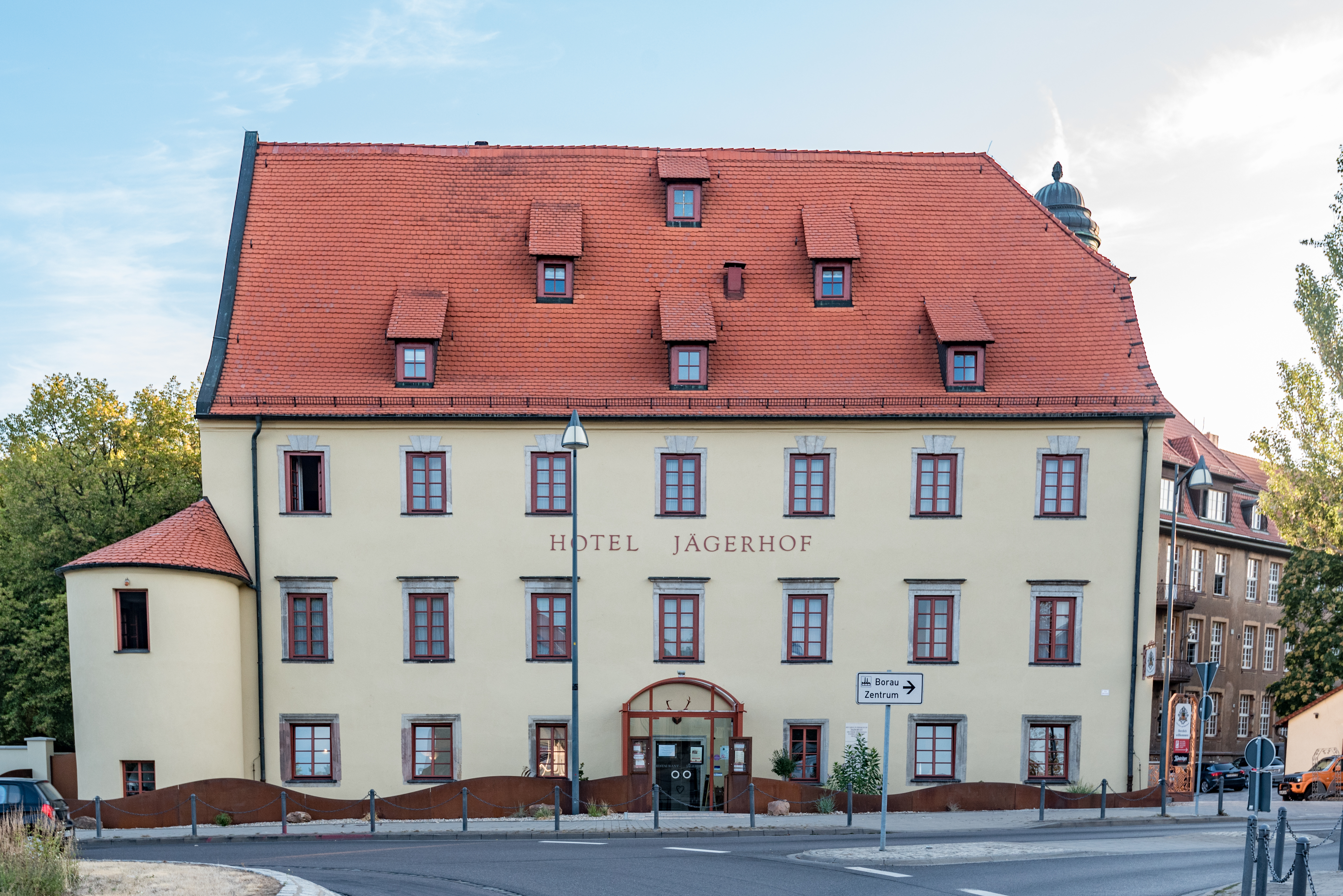
Jägerhof in Weißenfels

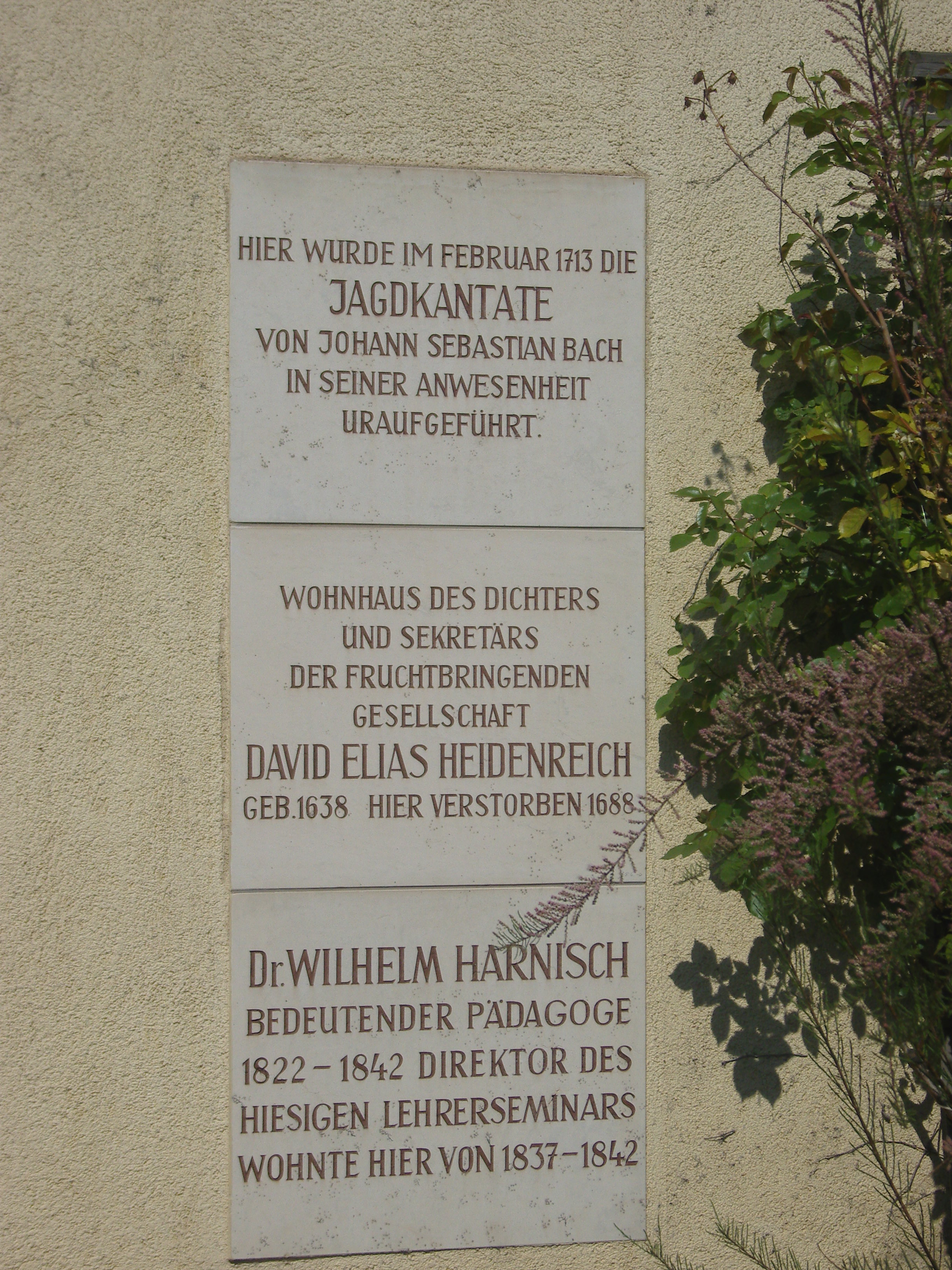
Gedenktafeln am Jägerhof

Der Jägerhof ist ein denkmalgeschütztes Gebäude in der Stadt Weißenfels in Sachsen-Anhalt. Im örtlichen Denkmalverzeichnis ist das Gebäude unter der Erfassungsnummer 094 09137 als Baudenkmal verzeichnet.

## Geschichte
Das Gebäude mit der heutigen Adresse Nikolaistraße 51 und das Gelände des Jägerhofs gehörten zu dem 1301 errichteten Kloster Sankt Claren. Das erste Gebäude an dieser Stelle wurde zu großen Teilen aus Holz erbaut; das Dach war mit Stroh oder Reet gedeckt. Später folgte ein steinerner Bau, der 1450 erstmals urkundlich erwähnt wurde. Das Gebäude wurde vom Kloster als Viehhof, wie auch als Wohngebäude für das Gesinde genutzt. In den oberen Stockwerken befanden sich dafür mehrere kleine Kammern und im Erdgeschoss ein größerer Raum als Küche und Gesinderaum.
Im Zuge der Reformation wurde das katholische Kloster geschlossen und kam in den Besitz des Kurfürsten. Von 1606 bis 1705 sind sieben Besitzerwechsel nachweisbar.
Der neue Eigentümer im Jahr 1705,   Herzog Johann Georg zu Sachsen-Weißenfels,  ließ das Gebäude in ein Jagd- und Forsthof und  Sitz des Oberjägermeisters umbauen. Die Einweihung nach dem Umbau fand am 26. Februar 1705 statt. Im Rahmen der 31. Geburtstagsfeier des Herzogs Christian am 23. Februar 1713 spielte Johann Sebastian Bach die Jagdkantate Was mir behagt ist nur die muntere Jagd. Als während der Befreiungskriege im Jahr 1813 französische Truppen durch Weißenfels zogen, übernachtete Marschall Michel Ney vom 29. auf den 30. April in dem Gebäude.
Ab dem Jahr 1829 bis zum Neubau der Provinzial-Taubstummen-Anstalt 1898 in der Langendorfer Straße war die Taubstummenanstalt des Lehrerseminars unter der Leitung von Moritz Hill hier untergebracht. Dem Direktor des Lehrerseminars Wilhelm Harnisch diente das Gebäude von 1837 bis 1842 auch als Wohnhaus.
Danach folgte die Einrichtung einer Präparandenanstalt, die auf den Besuch des Lehrerseminars vorbereitet. Die späteren Direktoren des Lehrerseminars hatten hier weiterhin bis zur Fertigstellung des Neubaus des Lehrerseminars im Jahr 1908 ihre Amtswohnungen. Nach dem Ersten und Zweiten Weltkrieg wurde das Gebäude vermietet. Nach der Wiedervereinigung stand das Haus zunächst leer und befand sich in einem schlechten baulichen Zustand. Heute befindet sich im Gebäude das Ringhotel Jägerhof mit angeschlossener Gaststätte. 2017 erfolgte ein Umbau mit grundlegender Sanierung.

## Architektur
Der im Kern mittelalterliche Speicherbau stellt sich als dreigeschossiger Bruchstein-Putzbau mit steilem Krüppelwalmdach dar.  Im 18. Jahrhundert mit dem Umbau zum herzoglichen Forsthaus erfolgte eine Barockisierung. Am Hauptzugang sind Reste eines Sitznischenportals erkennbar. Weiterhin wird das Haus durch sechs gestaffelte Schleppgauben, aufwendige Fensterprofile sowie einem halbrunden Anbau vor dem Westgiebel mit einem Bruchstein-Erdgeschoss geprägt.